# Carcamusa

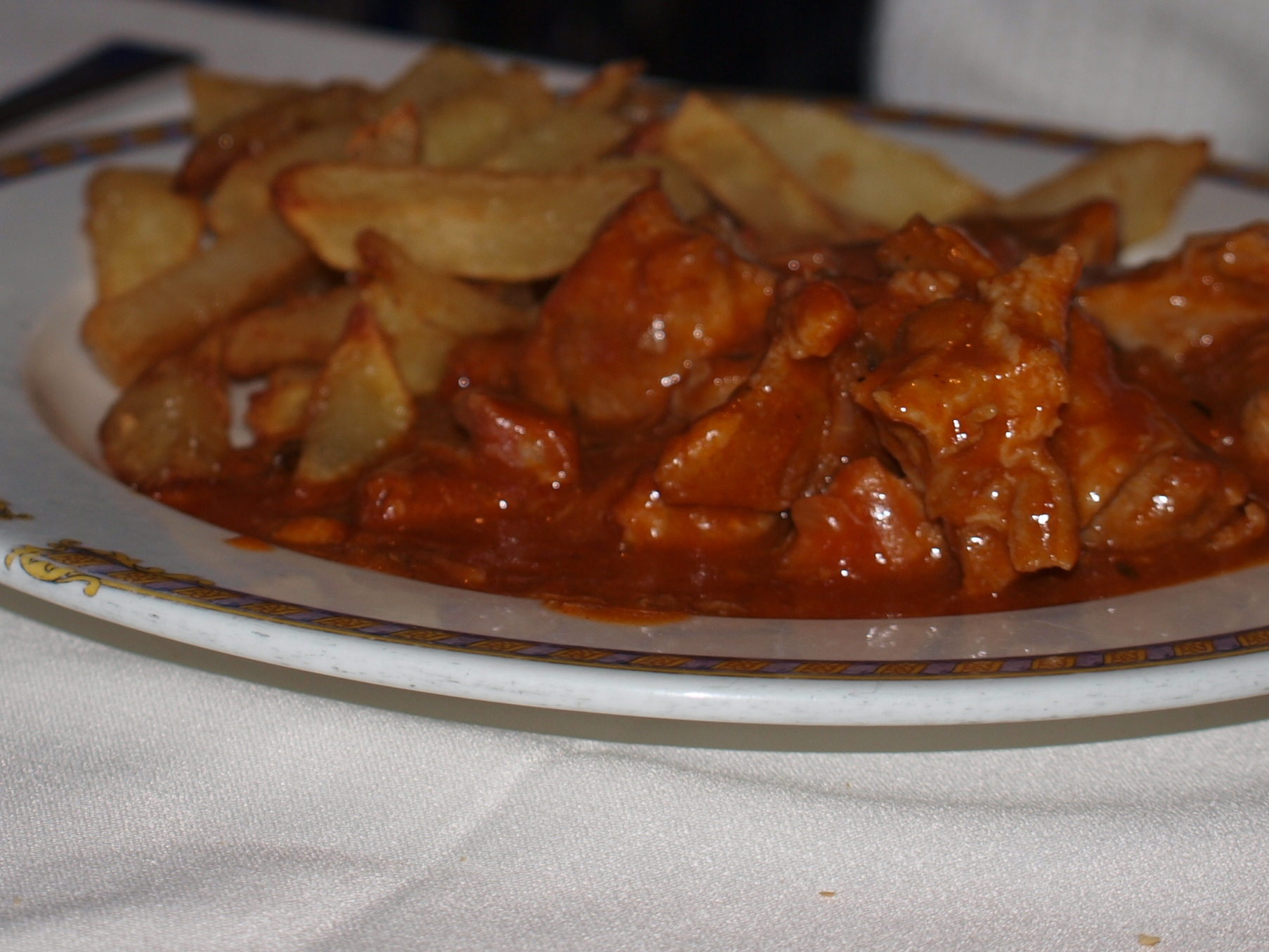
Carcamusas.

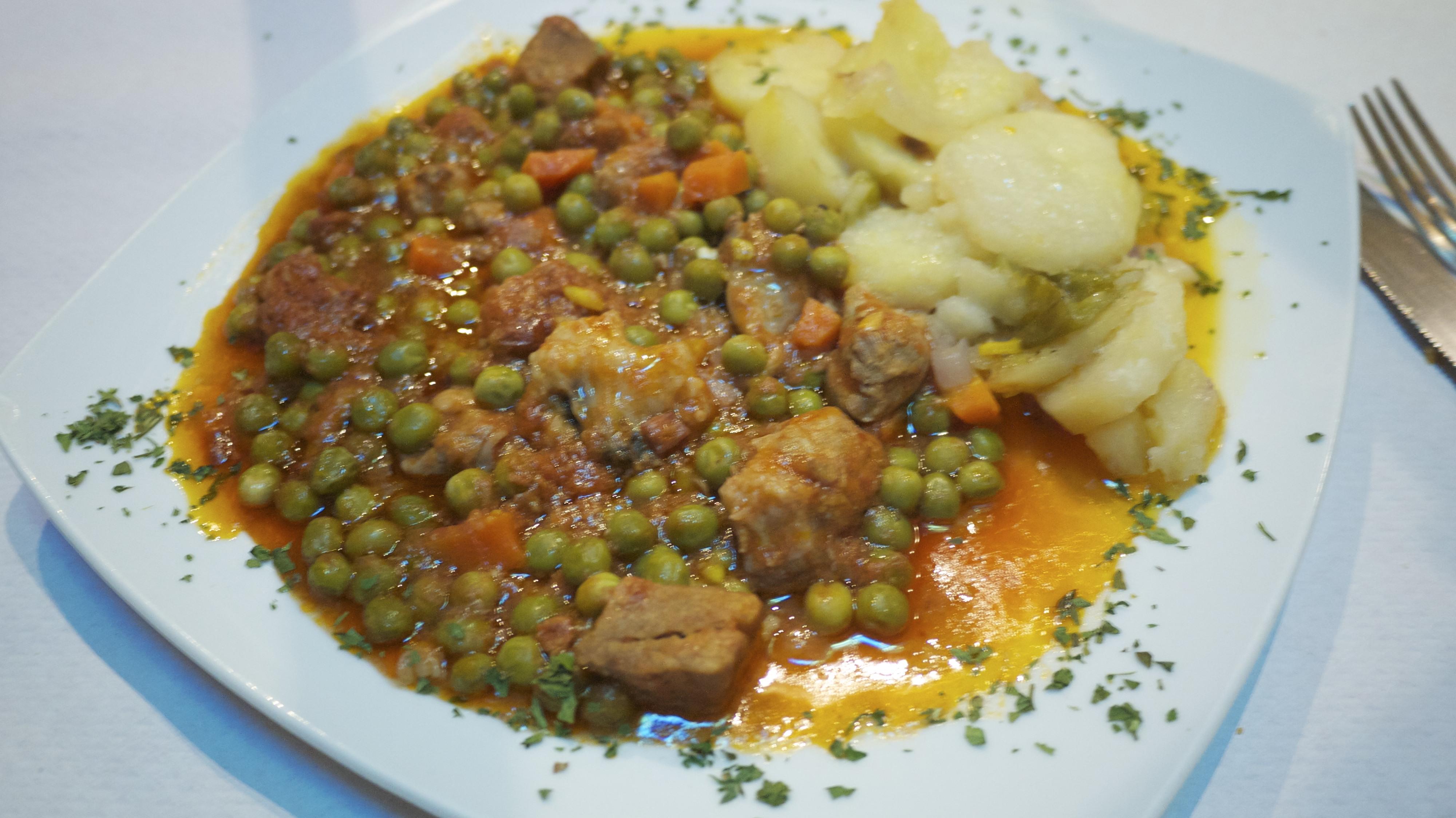
Plato de carcamusas

La carcamusa, denominada también carcamusa con patatas, es un plato tradicional de la cocina castellana que en la actualidad se prepara principalmente en Toledo. Los ingredientes son: magro de cerdo con chorizo y, en ocasiones, verduras de la temporada. Es un plato que se sirve caliente, tradicionalmente en una pequeña cazuela de barro acompañado de algunas rebanadas de pan.
Es una carne guisada con tomate, guisantes y la salsa un poco picante. Dicen que la denominación de este guiso de tradición toledana se inventó, según recogen diferentes fuentes, en el Bar Ludeña (plaza de la Magdalena, 10) de Toledo, ideado por José Ludeña a mediados del siglo XX. Este plato, según la cultura popular, toma su nombre a partir de un curioso juego de palabras, pues el bar era frecuentado por clientes masculinos de cierta edad (los carcas) y por algunas señoritas más jóvenes, que ellos consideraban sus musas. El guiso de Don José era del gusto de ambos colectivos, por lo que en honor a ellos se denominó carca-musas. Según otras opiniones, la palabra carcamusa tendría su etimología en "camush" (con shim final), que significa, en romance, "arrugado", de modo que "Car-camush" sería "carne arrugada".

## Características y servir
Las características principales de este plato son el empleo de carne de vacuno guisada con verduras: cebollas, apio, puerro, ajo, pimiento morrón, guisantes y patatas. Con ello cortado en brunoise se elabora un sofrito y con agua se deja cocer con la carne durante un plazo de dos a tres horas. Se sirve tradicionalmente en pequeñas cazuelas de barro que le convierten en una tapa.